# Національний історико-меморіальний заповідник «Поле Берестецької битви»

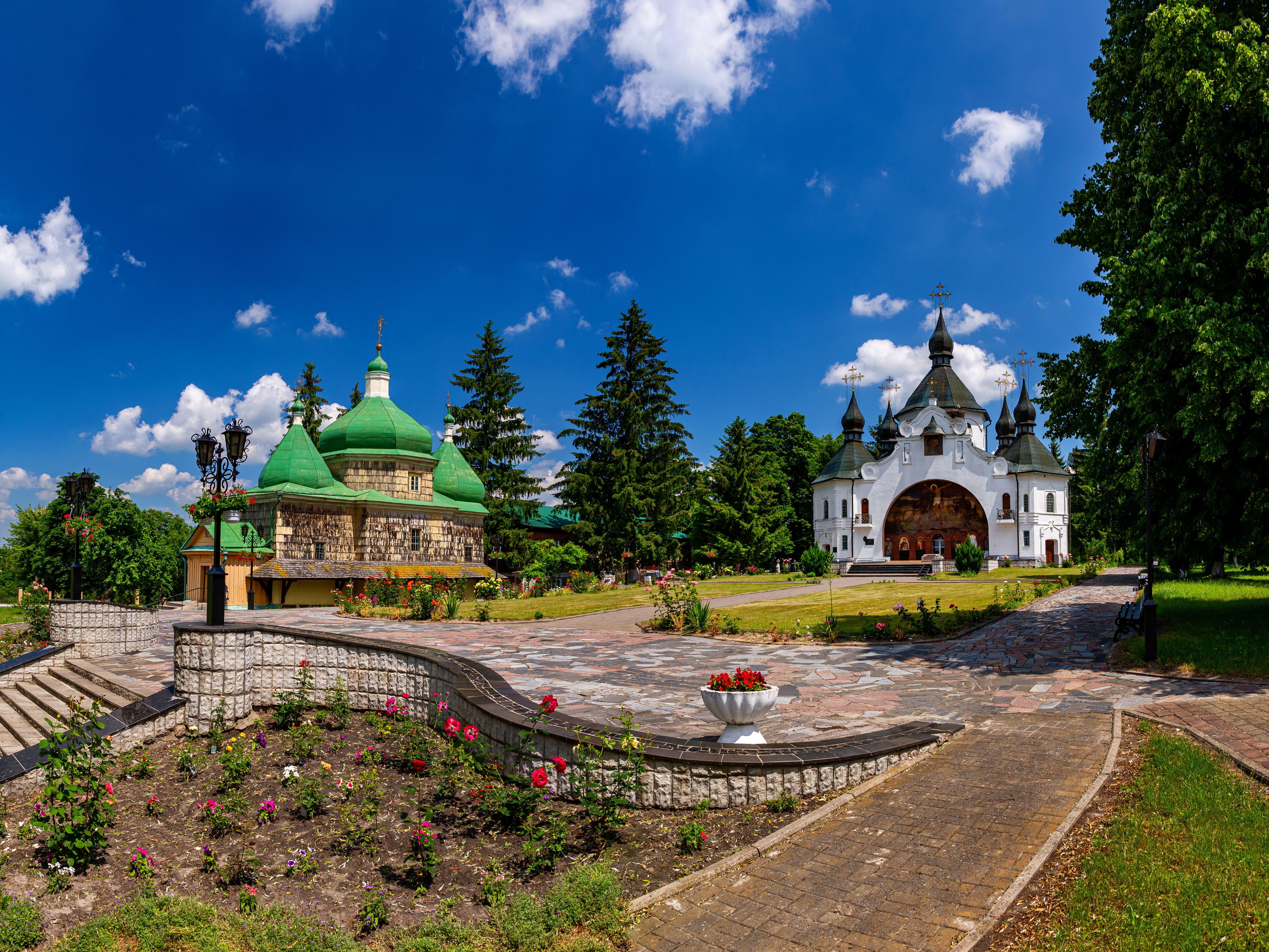
Михайлівська церква

Національний історико-меморіальний заповідник «Поле Берестецької битви», відомий також як «Козацькі Могили» — комплекс пам'яток в  селі Пляшева Дубенського району  Рівненської області, місце вшанування пам'яті тисяч козаків і селян, що брали участь у Берестецькій битві 1651 року під час  національно-визвольної війни під проводом Богдана Хмельницького.
Битва під Берестечком відбулась саме в цій місцевості — поблизу міста Берестечко, сіл Пляшева, Острів, Солонів, Рідків, Митниця. Козаки, селяни зійшлися у смертельному бою з поневолювачами рідної землі — польською шляхтою.

## Історія
Комплекс заповідника в основному був створений до 1914 року. У 1912 році на острів Журавлиха перенесли з села Острова дерев'яну церкву св. Михайла, пам'ятку XVII ст.
У 1910-1914 роках в пам'ять про полеглих козаків була побудована церква-меморіал св. Георгія Переможця. Унікальність храму полягає в тому, що в ньому є три престоли, які розташовані один над одним. В нижньому ярусі будівлі церкви розміщений саркофаг із кістками козаків. В цей же час споруджено приміщення для монастирського скита — тепер це приміщення музею. У народі це місце назвали «Козацькі Могили».
Заповідник створений у 1966 році як музей-заповідник «Козацькі могили». У 1980-1990-ті роки під керівництвом доктора історичних наук Ігоря Свєшнікова виконано великий обсяг археологічних досліджень козацької переправи, що дозволило поповнити фонди музею унікальними знахідками.
У 1991 році урочисто відкрито пам'ятник козакам та селянам-повстанцям скульптора  Анатолія Куща. В тому ж році заповідник отримав статус державного. 
У 2008 році заповідник отримав статус національного.

### Директори заповідника
- Галабуз Леонід Сергійович

## Склад заповідника
На території заповідника «Поле Берестецької битви» розташовані такі пам'ятки:
- Михайлівська церква XVII ст. в якій, за переказами, бували Б. Хмельницький, Іван Богун та інші козацькі полководці.
- Церква св. Георгія Переможця. Побудована на початку XX ст., з розписами  Івана Їжакевича та інших майстрів. У нижньому ярусі — саркофаг з козацькими кістками, до нього веде підземний перехід з Михайлівської церкви.
- Урочище Монастирщина — козацьке кладовище XVII ст.
- Урочище Гайок — місце бою трьохсот козаків, які прикривали відхід війська.
- Урочище Козакова Яма — місце загибелі останнього оборонця важливого рубежу.
- Урочище Козацька Переправа — місце переправи козацького війська через річку Пляшівку, об'єкт багаторічних археологічних досліджень.
- Урочище в с. Острові, де стояла Михайлівська церква в XVII ст. і біля якої був похований духівник війська Б. Хмельницького — константинопольський посланець Йоасаф.

Музей заповідника експонує унікальні археологічні знахідки часів Берестецької битви 1651 року. Музей працює щоденно з 9 до 18 год., без вихідних та перерв на обід..
Під час розкопок знайдені кістки загиблих донських козаків які воювали на стороні Запорозької січі (можливо донський курень).